# ディーン・マーティン
ディーン・マーティン（Dean Martin、1917年6月7日  - 1995年12月25日）は、アメリカ合衆国の歌手・俳優・エンターテイナー、コメディアンである。1946年から1956年にかけてはジェリー・ルイスとのコメディ・コンビ「底抜けコンビ」で知られ、1958年以降はフランク・シナトラやサミー・デイヴィスJr.たちと組んだエンターテイナー集団ラット・パックのメンバーとして知られた。

## 来歴

### 生い立ち

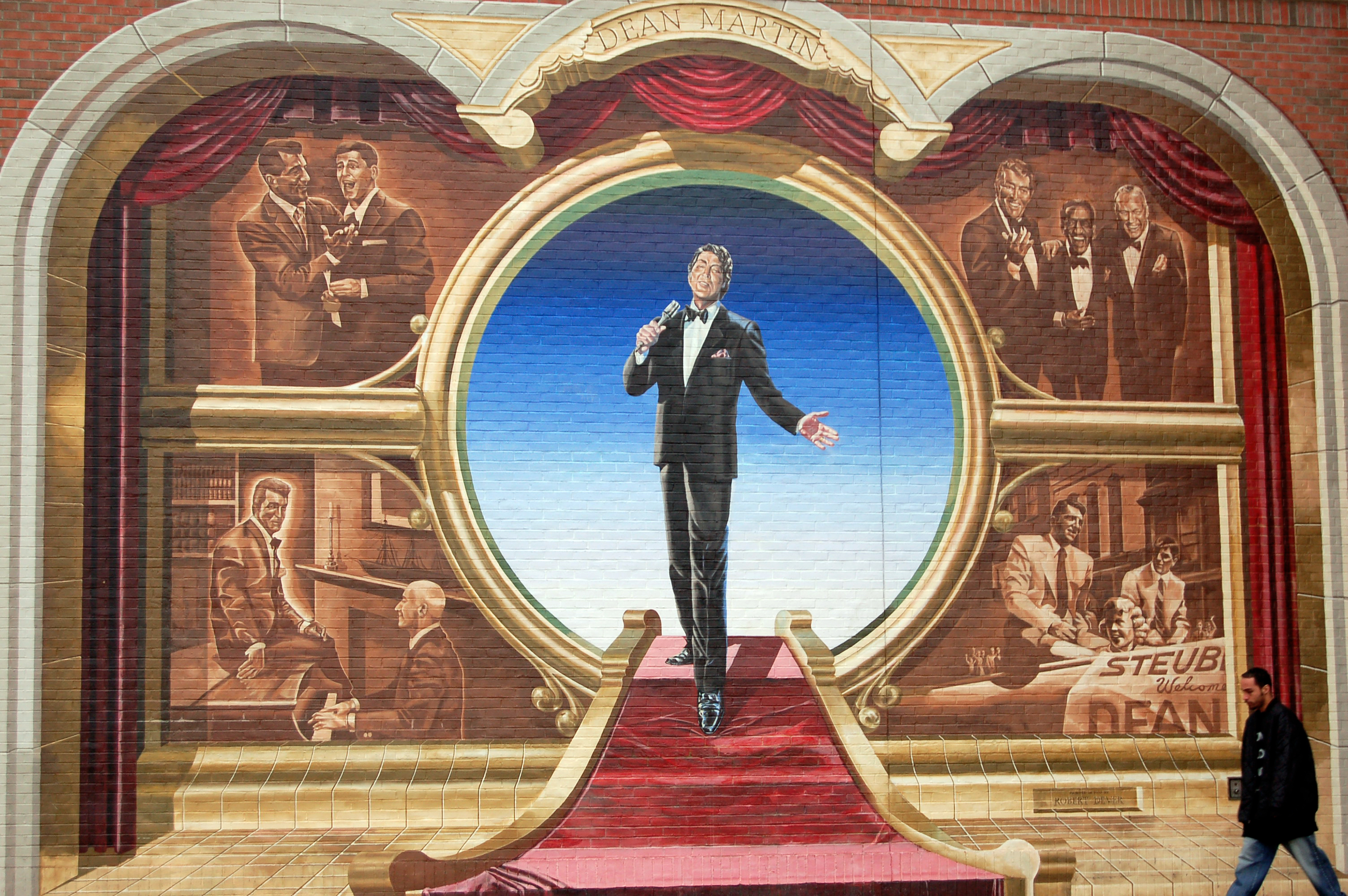
ステューベンヴィルにあるディーン・マーティンの壁画

1917年6月7日、アメリカ・オハイオ州の東部、ピッツバーグに程近い小都市ステューベンヴィルで生まれる。イタリア系のアメリカ人で、出生時の名前はDino Paul Crocettiである。イタリア系移民の子であったので幼少のときは英語が話せずイタリア語を話していた。

### 高校中退後、ショービジネスへ
高校を中退し、闇酒場で密造酒などの運転士をしたり製鉄所に棍棒を携帯しガードマンとして勤務していた。さらに少年時代から酒場に出入りしていたことから15歳よりウェルター級ボクサーとして懸賞試合でボクシングをしていた。その時のリングネームは『キッド・クロセッティ』である。そのボクシングの試合で鼻を負傷しボクサーを引退する。その後、バーの用心棒や違法ルーレットカジノのディーラーや元締めなどをして勤めていた。
ショービジネスへの活動の始まりとしては、1940年代初頭にクラブまわりをしていたサミー・アトキンス率いるバンドと知り合い専属歌手となる。当初の歌い出としては当時の流行歌手ビング・クロスビーやミルス・ブラザーズの歌唱スタイルを真似たものであった。その時に名前を本名ディノ・クロセッティ（Dino Crocetti）から最初の名前ディノ・マルティーニ（Dino Martini）と変えている。その後バンド活動中にサミー・アトキンスからイタリア風の名前から英語風のものに変えることをすすめられ名前をディーン・マーティンと改名する。
尚、MGMとコロムビア各スタジオのミュージカル映画オーディションを受けるが共に落選し地方巡業の旅に出てナイトクラブの歌手になる。
そしてクラブ歌手として活動中の1946年、アトランティック・シティのクラブで解雇寸前の窮地に立たされた時、偶然ナイトクラブで歌っていたニューヨークで出会った9歳下の無名コメディアン、ジェリー・ルイスと即興でコンビ（「Martin and Lewis」（日本での名称は「底抜けコンビ」））を組み人気が沸騰、それがハル・B・ウォリスの目に止まりコンビで映画「底抜けシリーズ」（パラマウント映画、1949年 - 1956年）に出演した。
1952年にはおなじパラマウント社の人気シリーズ「珍道中シリーズ」（主演ビング・クロスビー、ボブ・ホープ、ドロシー・ラムーア）にも、同コンビでゲストで乱入している（『バリ島珍道中』（Road to Bali、監督ハル・ウォーカー）。
マーティン&ルイスコンビ主演映画はパラマウントのドル箱シリーズになったが、成功はルイスの独りの手柄などの中傷があり、マーティンは歌手としてミリオンヒットを何枚か出したにもかかわらず俳優としての評価は低かった。なお、コンビ解消の理由は正式に発表されていないが2人は1956年に7本追加契約を結び、そのうち2本を消化しただけであり、その後ルイスはパラマウント＆製作者ハル・B・ウォリスとの契約を継続したから、世間からはマーティンには自己都合退社したと揶揄されて不利に働いた。
だが独立後もウォリスへの恩は忘れず、「凡ては夜に始まる」（1960年）など計5本分の契約は果たし筋を通している。
マーティン語録①；誰の人生にも二つの曲がり角がある、私の人生で一つ目はジェリー・ルイスと出逢った事、二つ目はジェリー・ルイスと決別した事だ。

### シナトラ一家へ

フランク・シナトラ、サミー・デイヴィスJr.、ピーター・ローフォード、ジョーイ・ビショップとともに

1956年にコンビを解消してからは、同じイタリア系のエンターテイナーで２歳年長のフランク・シナトラの誘いでシナトラ一家に加入した。いわゆるラット・パックの主要メンバーとして、フランク・シナトラ、サミー・デイヴィスJr.、ピーター・ローフォード、ジョーイ・ビショップとともに活動した。映画では主に西部劇（多くはセカンドロールで本領発揮する小悪党キャラ）、自身の歌もまじえたコメディーなど娯楽映画を中心に多数出演した。
シナトラと同じくハリウッド・ウォーク・オブ・フェームに３つの星（映画と音楽とテレビ）を持っている。
映画の隠れた代表作は、MGM最後のミュージカル「ベルズ・アーリングング」、自身のカリカチュアを演じた「ねえ!キスしてよ」、初の完全な悪役を演じた「ジェリコ」である。
その他の娯楽映画としてはハワード・ホークス監督の『リオ・ブラボー』（1959年）などに出演した。そして1966年からはドナルド・ハミルトン（Donald Hamilton）映画『サイレンサー』シリーズの全4作に主演。これは1960年代スパイ映画ブームに乗り同時期に人気絶頂だった『007』シリーズの「亜流作品」だった。そして1969年にはアメリカンニューシネマに「逆行する」オールスター・キャスト『大空港』（一般公開は1970年）の副操縦士役など演技派としても知られた。
マーティン語録②；ニューヨークは嫌いだ、あそこはエレベーターしかない、俺はエレベーターを信用しない、ついでにテレビジョンもロケットも嫌いだ、君らは月へ行く奴等を信用できるかい？俺は嫌だね！（ニューヨーク大停電とアポロ宇宙計画を皮肉った独特の表現だが、後に『ローハイド』にゲスト出演したり冠番組を通算20年も持ったのは自分を高く売り込むための駆け引き）

### 歌手活動
歌手活動は、1948年マーティン&ルイスとして『底抜け』（※）シリーズ（パラマウント映画）の主題歌（The Certain Party）をキャピトル・レーベルで吹き込んだのを皮切りに、同年キャピトル・レコードと契約し1961年まで在籍、その後フランク・シナトラがリプリーズ・レコードを設立するにともない、彼の誘いで1962年にリプリーズに移籍し1980年までに多数のアルバム、シングルを残している。
代表曲は1964年の『誰かが誰かを愛してる』（Everybody Loves Somebody）である。NBCのテレビ番組『ディーン・マーティン・ショー』（The Dean Martin Show、1965〜1974）及びen: The Dean Martin Celebrity Roast（1974〜1984）のホストとしても活躍した。またラスベガスでのショーやステージ活動も1987年まで行っていた。
―ハワード・ホークス：彼は男優としてもっと成功しても良かった、ジャック・L・ワーナーがロケ地に来て「我々はディーンと契約した筈だが彼はどこだ？、えっあのヨレヨレ服の男が！」と吃驚したからだ、だがディーンは人生をフラフラしている奴でもある、彼は追い詰められなければ自分のショーのリハーサルすらしない、早く切り上げてゴルフに行きたいのだ。
―ネルソン・リドル：ディーンは歌が巧いのに本人が全くそれに気付いていない、彼は自分の人生を真剣に考えないのです、まして周囲が自分をどう評価しているかなど全く考えていません。

### 晩年
晩年は、息子で俳優のディーン・ポール・マーティンが飛行機事故で死亡したり、長年の不摂生（実は甘党で『キャノンボール2』の撮影中にコーヒーに角砂糖を5個も入れた事をシャーリー・マクレーンが著書に記している）がたたり体調を崩すなどが原因で、キャリアに対する意欲を失うなど波乱が多かった。
マーティン語録③；俺の事をイタリアンと呼べる奴は唯一フランク・シナトラだ、俺もフランクをイタリアンと呼ぶ、だが他の奴等が呼んだら殴る！だが例外としてパラマウント映画の先輩で毒舌が売りのボブ・ホープは映画『ミサイル珍道中』の終盤でカメオ出演した宇宙飛行士役の2人を見るや否やイタリアン！と言う。
1988年にはフランク・シナトラからサミー・デイヴィスJr.との巡業に誘われたものの、リハーサルに遅れてきたり途中で帰ってしまったことから、シナトラが激怒、結局、巡業先のシカゴでリタイヤ、けんか別れしてしまう。30年に渡って共に仕事をしてきたシナトラとディーンは、その後再び同じステージに立つことはなかったという（その後、ディーンの代役はライザ・ミネリがつとめた）。
1995年12月25日、カリフォルニア州ロサンゼルス郡ビヴァリーヒルズで、肺癌に併発した肺気腫により死去。78歳没。彼の死は、盟友フランク・シナトラにも大きな衝撃を与えた。シナトラはマスコミに以下のコメントを発表している。「友が逝ってしまった。長い年月共に仕事をしてきた親友が、彼とは血はつながっていないが兄弟だった。ディーンはいつまでも私の心の奥深くに生き続ける。」
2009年、第51回グラミー賞で生涯業績賞を受賞。

## 私生活
私生活では、最初の妻ベティ・マクドナルドとの間に4人（1男3女）、2番目の妻ジーン・ビーガーとの間に3人（2男1女）の子供をもうけた。3番目の妻キャサリン・メイホーンとはわずか3年で離婚している。

## フィルモグラフィ

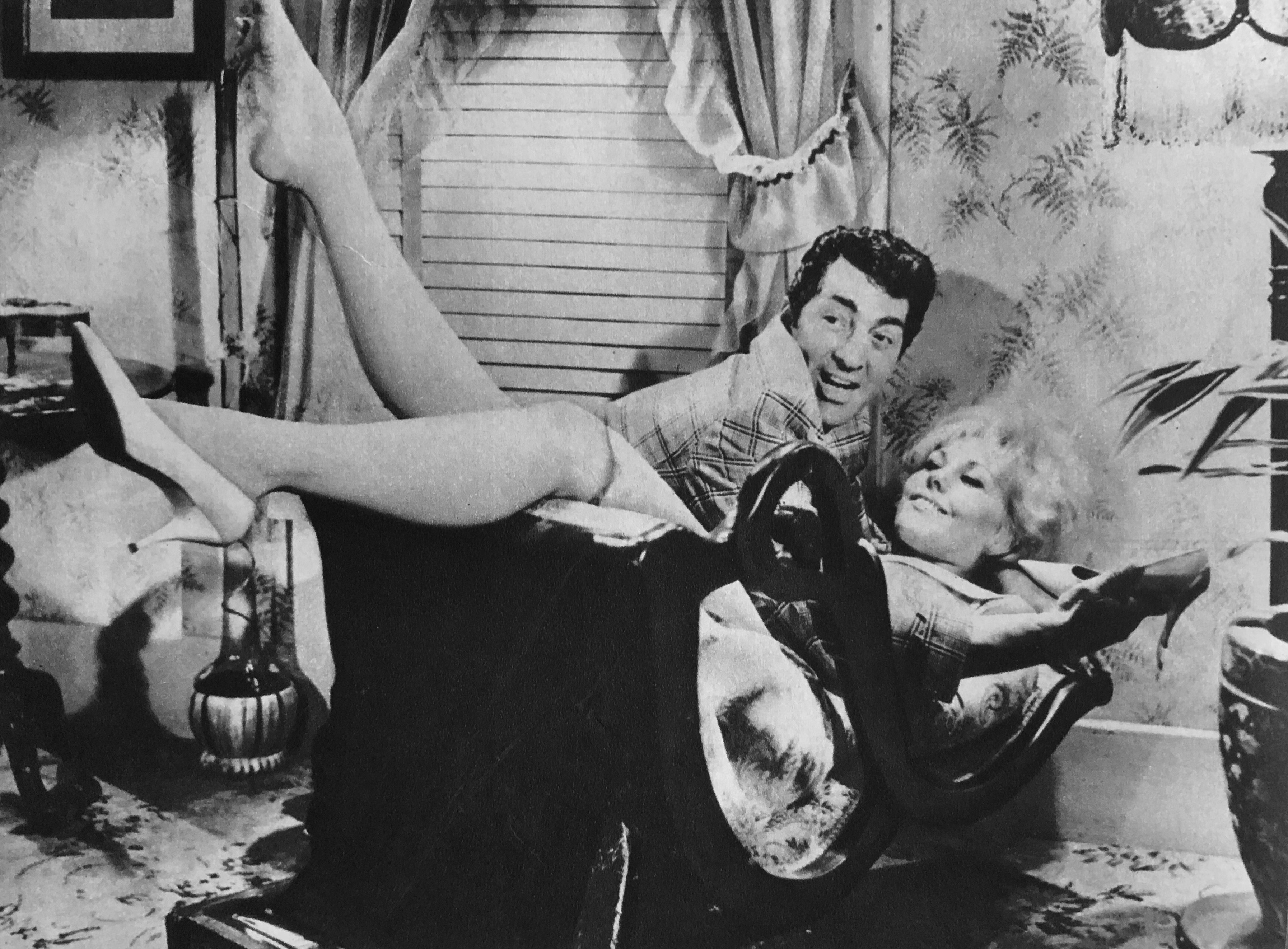
『ねぇ!キスしてよ』（1964年）

- 底抜け艦隊 Sailor Beware（1952）
- 底抜けびっくり仰天 Scared Stiff（1953）
- 底抜けやぶれかぶれ The Caddy（1953）…宣伝の為にチャリティー・ゴルフでフランク・シナトラ、ビング・クロスビー、ボブ・ホープと共演　本作がきっかけでゴルフを趣味とする
- 底抜けふんだりけったり Money from Home（1954）…原版は3D立体映画だが本邦公開版は通常のカラー2D
- お若いデス You'er never too young（1955）
- 画家とモデル Artists and Models（1955）
- 底抜け西部へ行く Pardners（1956）…実質的な初の西部劇
- 底抜けコンビのるかそるか Hollywood or Bust（1956）…コンビ最終作
- 若き獅子たち The Young Lions（1958）…演技開眼とされている
- 走り来る人々 Some Came Running（1958）…シナトラと初共演
- リオ・ブラボー Rio Bravo（1959）
- オーシャンと十一人の仲間 Ocean's Eleven（1960）…シナトラ一家（ラットパック）総出演オールスターキャスト
- ベルは鳴っている Bells Are Ringing（1960）
- 荒野の3軍曹 Sergeants 3（1962）
- 七人の愚連隊 Robin and the 7 Hoods（1963）…憧れたビング・クロスビーと初共演
- テキサスの四人 4 for Taxes（1963）…フランク・シナトラと格闘を演じた唯一の作品
- ねぇ!キスしてよ Kiss Me, Stupid（1964）
- 結婚専科 Marriage on the Rocks（1965）
- エルダー兄弟 The Sons of Katie Elder（1965）
- サイレンサー/沈黙部隊The Silencers（1966）（2005年11月5日ソニー・ピクチャーズよりDVD-BOX発売）
- テキサス Texas Across the River（1966）
- サイレンサー/殺人部隊 Murderers' Row（1966）
- サイレンサー/待伏部隊 The Ambushers（1966）
- サイレンサー/破壊部隊 The Wrecking Crew（1968）
- 5枚のカード 5 Card Stud（1968）
- バンドレロ Bandolero!（1968）
- 大空港 Airport（1970）
- テキサス大強盗団 Something Big（1971）
- 対決 Show Down（1973）…最後の西部劇
- キャノンボール The Cannonball Run（1981）
- キャノンボール2 Cannonball Run II（1983）

## 主なアルバム
- スインギン・ダウン・ヤンダー（1955年、キャピトル・レコード）
- プリティ・ベイビー（1956年、キャピトル・レコード）
- ウインター・ロマンス（1956年、キャピトル・レコード）
- スリープ・ウォーム（1959年、キャピトル・レコード）
- ジス・タイム・アイム・スインギン（1960年、キャピトル・レコード）
- イタリアン・ラブ・ソングズ（1962年、キャピトル・レコード）
- チャ・チャ・チャ・ダ・モーレ（1962年、キャピトル・レコード）
- フレンチ・スタイル（1963年、リプリーズ・レコード）
- ディノ・ラティーノ（1963年、リプリーズ・レコード）
- ドリーム・ウィズ・ディーン（1964年、リプリーズ・レコード）
- 誰かが誰かを愛している（1965年、リプリーズ・レコード）
- ディーン・マーティンTVショウ（1967年、リプリーズ・レコード）
- フォーエヴァー・クール（2007年、キャピトル・レコード / EMIミュージック・ジャパン）※没後12年を経て、過去の曲からヴォーカルだけを取り出しデジタル化、演奏をリニューアルし収録し直した新譜。

## エピソード
- ローリング・ストーンズ初期のUSツアーにて、マーティンがホストを務めるTVショウにストーンズが出演し、マーティンに酷評された。
- NHKラジオ第1放送「いとしのオールディーズ」（毎週金曜日20:05〜）のテーマとして、「誰かが誰かを愛している」が使用された。

## 日本語吹き替え
主に担当しているのは、以下の二人である。
羽佐間道夫
『オーシャンと十一人の仲間』（NETテレビ旧版）で初担当。マーティンの専属（フィックス）として定着している。
かつて存在したテーマパーク「ウェスタン村」ではマーティンを模したロボットの声も当てていた。
広川太一郎
『底抜け艦隊』で初担当。羽佐間に次いで多く吹き替えた。
このほかにも、宝田明、藤村有弘、久松保夫、ささきいさおなども声を当てている。